# Coproduction Office
Coproduction Office est un label européen d'origine allemande qui produit et commercialise des films d'auteurs. Fondé en 1987 par Philippe Bober, cette société a commencé son activité par plusieurs collaborations avec Lars von Trier. Elle a, depuis, notamment contribué aux travaux de réalisateurs tels que Lou Ye, Carlos Reygadas, Roy Andersson, Ulrich Seidl, Jessica Hausner et Ruben Östlund.

## Organisation
Le label comprend une société de ventes internationales et trois sociétés de production : la Société parisienne de production (Paris), Essential Filmproduktion (Berlin) et Coproduction Office ApS (Copenhague).

## Historique
Coproduction Office commence son activité en 1987 à Berlin en collaborant aux premiers travaux de Lars von Trier (Europa, The Kingdom, Breaking the Waves). La société poursuit en production et en vente, dans une démarche de découverte et de valorisation de nouveaux talents. Ainsi, elle s'investit dans les projets de début de carrière des réalisateurs avec qui elle travaille, en produisant ou en vendant des premiers films. Depuis 2000, Coproduction Office travaille en étroite collaboration avec des auteurs tels que Roy Andersson, Jessica Hausner, Kornél Mundruczó, Ulrich Seidl, Michelangelo Frammartino et Ruben Östlund. 
"Ce ne sont pas les histoires qui m’intéressent (...). C’est la mise en image des histoires, le langage cinématographique, en particulier les réalisateurs qui s’interrogent sur ce langage et qui le poussent à bout. ",  explique Philippe Bober.

## Filmographie
| Année                  | Activité                                               | Réalisateur                           | Titre                                                         | Festival                                                        |
| ---------------------- | ------------------------------------------------------ | ------------------------------------- | ------------------------------------------------------------- | --------------------------------------------------------------- |
| 2023 (Post-Production) | Producteur (France, Allemagne), Ventes internationales | Jessica Hausner                       | Club Zero                                                     |                                                                 |
| 2022                   | Producteur (France, Allemagne), Ventes internationales | Ulrich Seidl                          | WICKED GAMES Rimini Sparte                                    | Festival international du film de Rotterdam                     |
| 2022                   | Producteur (France, Allemagne), Ventes internationales | Ulrich Seidl                          | Sparta                                                        | Festival international du film de Saint-Sébastien - Compétition |
| 2022                   | Producteur (France, Allemagne), Ventes internationales | Ulrich Seidl                          | Rimini (film)                                                 | Berlinale 2022 - Compétition                                    |
| 2022                   | Producteur (France, Allemagne), Ventes internationales | Ruben Östlund                         | Sans filtre                                                   | Cannes 2022 - Compétition - Palme d'Or                          |
| 2021                   | Producteur (France, Allemagne), Ventes internationales | Michelangelo Frammartino              | Il buco                                                       | Venise 2021 - Compétition - Prix spécial du jury                |
| 2020                   | Producteur (France, Allemagne), Ventes internationales | Ilya Khrzhanovskiy, Jekaterina Oertel | DAU. Degeneration                                             | Berlinale 2020 - Special                                        |
| 2020                   | Producteur (France, Allemagne), Ventes internationales | Ilya Khrzhanovskiy, Jekaterina Oertel | DAU. Natasha                                                  | Berlinale 2020 - Compétition                                    |
| 2019                   | Producteur (Allemagne), Ventes internationales         | Thomas Clay                           | Fanny Lye Deliver'd                                           | Festival du film de Londres - Compétition                       |
| 2019                   | Producteur (Allemagne), Ventes internationales         | Roy Andersson                         | Pour l'éternité                                               | Venise 2019 - Lion d'argent du meilleur réalisateur             |
| 2019                   | Producteur (Allemagne), Ventes internationales         | Jessica Hausner                       | Little Joe (film)                                             | Cannes 2019 - Compétition - Prix d'interprétation féminine      |
| 2019                   | Producteur (Allemagne), Ventes internationales         | Susanne Heinrich                      | Aren't You Happy?                                             | Prix Max Ophüls 2019                                            |
| 2017                   | Producteur (France, Allemagne), Ventes internationales | Ruben Östlund                         | The Square (film, 2017)                                       | Cannes 2017 - Compétition - Palme d'Or                          |
| 2016                   | Ventes internationales                                 | Seidl Ulrich                          | Safari                                                        |                                                                 |
| 2015                   | Ventes internationales                                 | Dickinson Benjamin                    | Creative Control                                              | South by Southwest 2015 - Visual Excellence                     |
| 2014                   | Producteur (France, Allemagne), Ventes internationales | Andersson Roy                         | Un pigeon perché sur une branche philosophait sur l'existence | Venise 2014 - Lion d'Or                                         |
| 2014                   | Producteur (France, Allemagne), Ventes internationales | Hausner Jessica                       | Amour fou                                                     | Cannes 2014 - Un certain regard                                 |
| 2014                   | Ventes internationales                                 | Hao Zhou                              | The Night                                                     | Berlin 2014 - Panorama                                          |
| 2014                   | Ventes internationales                                 | Nossiter Jonathan                     | Résistance naturelle                                          | Berlin 2014 - Panorama                                          |
| 2014                   | Producteur (France, Danemark), Ventes internationales  | Östlund Ruben                         | Force majeure                                                 | Cannes 2014 - Un certain regard - Prix du Jury                  |
| 2014                   | Ventes internationales                                 | Seidl Ulrich                          | In the Basement                                               | Venise 2014 - Hors compétition                                  |
| 2014                   | Ventes internationales                                 | Tsukamoto Shinya                      | Fires on the Plain                                            | Venise 2014 - Compétition                                       |
| 2013                   | Ventes internationales                                 | Aubier Stéphane Patar Vincent         | La Bûche de Noël                                              | New York International's Children Film Festival - Grand Prix    |
| 2013                   | Producteur (Allemagne), Ventes internationales         | Frammartino Michelangelo              | Alberi                                                        | MoMA PS1 2013                                                   |
| 2013                   | Producteur (France), Ventes internationales            | Seidl Ulrich                          | Paradis : Espoir                                              | Berlin 2013 - Compétition                                       |
| 2012                   | Producteur (France), Ventes internationales            | Seidl Ulrich                          | Paradis : Foi                                                 | Venise 2012 - Prix du Jury                                      |
| 2012                   | Producteur (France), Ventes internationales            | Seidl Ulrich                          | Paradis : Amour                                               | Cannes 2012 - Compétition                                       |
| 2012                   | Producteur (Allemagne), Ventes internationales         | Stathoupoulos Spiros                  | Meteora                                                       | Berlin 2012 - Compétition                                       |
| 2011                   | Ventes internationales                                 | Van den Berghe Gustave                | Blue Bird                                                     | Cannes 2011 - Quinzaine des réalisateurs                        |
| 2011                   | Producteur (France, Danemark), Ventes internationales  | Östlund Ruben                         | Play                                                          | Cannes 2011- Quinzaine des réalisateurs                         |
| 2011                   | Producteur (France), Ventes internationales            | Mandico Bertrand                      | Boro in the Box                                               | Cannes 2011 - Quinzaine des réalisateurs                        |
| 2010                   | Ventes internationales                                 | Van den Berghe Gustave                | Little Baby Jesus of Flandr                                   | Cannes 2010 - Quinzaine des réalisateurs                        |
| 2010                   | Producteur (Allemagne), Ventes internationales         | Kornél Mundruczó                      | Tender Son - The Frankenstein Project                         | Cannes 2010 - Compétition                                       |
| 2010                   | Producteur (Allemagne), Ventes internationales         | Frammartino Michelangelo              | Le Quattro Volte                                              | Cannes 2010 - Quinzaine des réalisateurs                        |
| 2010                   | Producteur (France, Allemagne), Ventes internationales | Puiu Cristi                           | Aurora                                                        | Cannes 2010 - Un certain regard                                 |
| 2009                   | Ventes internationales                                 | Aubier Stéphane Patar Vincent         | Panique au village                                            | Cannes 2009 - Hors compétition                                  |
| 2009                   | Producteur (France, Allemagne), Ventes internationales | Hausner Jessica                       | Lourdes                                                       | Venise 2009 - Prix Fipresci - Prix Signis                       |
| 2009                   | Producteur (France, Allemagne), Ventes internationales | Neshat Shirin                         | Women Without Men                                             | Venise 2009 - Lion d'Argent                                     |
| 2009                   | Ventes internationales                                 | Tsukamoto Shinya                      | Tetsuo: The Bullet Man                                        | Venise 2009 - Competition                                       |
| 2008                   | Ventes internationales                                 | Clay Thomas                           | Soi Cowboy                                                    | Cannes 2008 - Un certain regard                                 |
| 2008                   | Producteur (Allemagne), Ventes internationales         | Mundruczó Kornél                      | Delta                                                         | Cannes 2008 - Compétition - Prix Fipresci                       |
| 2008                   | Producteur (France), Ventes internationales            | Östlund Ruben                         | Involuntary                                                   | Cannes - Un certain regard                                      |
| 2007                   | Producteur (France, Allemagne), Ventes internationales | Andersson Roy                         | Nous, les Vivants                                             | Cannes 2007 - Un Certain Ragard                                 |
| 2007                   | Ventes internationales                                 | Campos Antonio                        | Afterschool                                                   | Cannes 2008 - Un certain regard                                 |
| 2007                   | Producteur (France), Ventes internationales            | Seidl Ulrich                          | Import/Export                                                 | Cannes 2007 - Compétition                                       |
| 2007                   | Ventes internationales                                 | Stathoupoulos Spiros                  | PVC-1                                                         | Cannes 2007 - Quinzaine des réalisateurs                        |
| 2006                   | Ventes internationales                                 | Porumboiu Corneliu                    | 12h08 à l'Est de Bucarest                                     | Cannes 2006 - Caméra d'Or - Prix Europa Cinema                  |
| 2005                   | Ventes internationales                                 | Khrzhanovsky Ilya                     | 4                                                             | Rotterdam 2005 - Tigre d'Or                                     |
| 2005                   | Ventes internationales                                 | Mundruczó Kornél                      | Johanna                                                       | Cannes 2005 - Un certain regard                                 |
| 2005                   | Ventes internationales                                 | Östlund Ruben                         | Autobiographical Scene Number 6882                            | Edinburgh 2005 - Meilleur court-métrage européen                |
| 2005                   | Ventes internationales                                 | Puiu Cristi                           | La Mort de Dante Lazarescu                                    | Cannes 2005 - Prix Un certain regard                            |
| 2005                   | Producteur (France), Ventes internationales            | Reygadas Carlos                       | Batalla en el cielo                                           | Cannes 2005 - Compétition                                       |
| 2004                   | Producteur (Allemagne), Ventes internationales         | Hausner Jessica                       | Hotel                                                         | Cannes 2004 - Un certain regard                                 |
| 2003                   | Ventes internationales                                 | Aubier Stéphane Patar Vincent         | Panique au village - Séries                                   | Annecy 2001 - Grand Prix                                        |
| 2003                   | Ventes internationales                                 | Frammartino Michelangelo              | Il Dono                                                       | Annecy 2003 - Grand Prix                                        |
| 2003                   | Ventes internationales                                 | Guiraudie Alain                       | Pas de repos pour les braves                                  | Cannes 2003 - Quinzaine des réalisateurs                        |
| 2003                   | Producteur (Allemagne), Ventes internationales         | Kári Dagur                            | Nói Albinói                                                   | Göteborg 2003 - Prix Fipresci                                   |
| 2003                   | Ventes internationales                                 | Seidl Ulrich                          | Jesus, You Know                                               | Viennale - Grand Prix                                           |
| 2002                   | Producteur (Allemagne), Ventes internationales         | Mundruczó Kornél                      | Pleasant Days                                                 | Locarno 2002 - Léopard d'Argent                                 |
| 2001                   | Ventes internationales                                 | Hausner Jessica                       | Lovely Rita                                                   | Cannes 2001 - Un certain regard                                 |
| 2001                   | Producteur (Allemagne), Ventes internationales         | Seidl Ulrich                          | Dog Days                                                      | Venise 2001 - Grand Prix du Jury                                |
| 2000                   | Producteur (France, Allemagne), Ventes internationales | Andersson Roy                         | Chansons du deuxième étage                                    | Cannes 2000 - Prix du Jury                                      |
| 2000                   | Producteur (Allemagne), Ventes internationales         | Ye Lou                                | Suzhou River                                                  | Rotterdam 2000 - Tigre d'Or                                     |
| 1999                   | Ventes internationales                                 | Hausner Jessica                       | Inter-view                                                    | Cannes 1999/Cinéfondation - Mention Spéciale du Jury            |
| 1999                   | Ventes internationales                                 | Miike Takashi                         | Audition                                                      | Rotterdam 2000 - Fipresci Prize                                 |
| 1998                   | Ventes internationales                                 | Seidl Ulrich                          | Models                                                        | Sarajevo 1999 - Prix du Public                                  |
| 1996                   | Producteur (France)                                    | Von Trier Lars                        | Breaking the Waves                                            | Cannes 1996 - Grand Prix du Jury                                |
| 1995                   | Ventes internationales                                 | Hausner Jessica                       | Flora                                                         | Locarno 1996 - Léopard de Demain                                |
| 1995                   | Producteur (Allemagne), Ventes internationales         | Von Trier Lars                        | The Kingdom                                                   | Danemark 1995 - 6 Prix Robert                                   |
| 1992                   | Producteur associé (Allemagne)                         | Von Trier Lars                        | Europa                                                        | Cannes 1991 - Prix du Jury                                      |
| 1990                   | Ventes internationales                                 | Seidl Ulrich                          | Good News                                                     |                                                                 |
| 1987                   | Ventes internationales                                 | Andersson Roy                         | Something Happened                                            |                                                                 |

## Acquisition de classiques

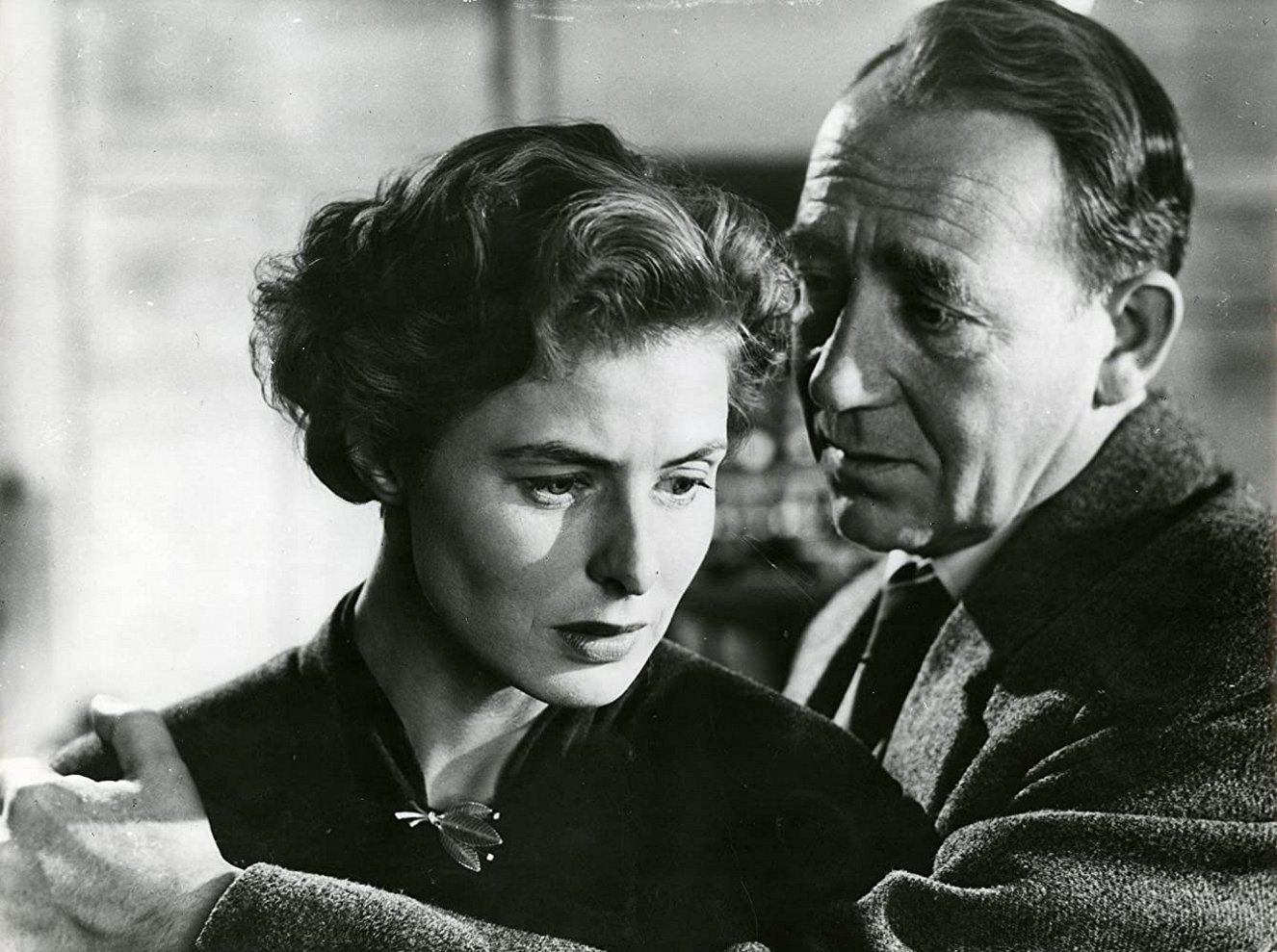
La Peur, 1954

En collaboration avec Cinecitta Luce, CSC - Cineteca Nazionale et Cineteca di Bologna, Coproduction Office œuvre à la mise en valeur de dix films au cœur du répertoire de Roberto Rossellini,,: 
- Rome, ville ouverte (1945)
- Païsa (1946)
- Amore (1948)
- Allemagne, année zéro (1948)
- Stromboli (1950)
- La Machine à tuer les méchants (1952)
- La Peur (1954)
- Voyage en Italie (1954)
- India Matri Buhmi (1959)
- La Force et la Raison - Entretien avec Salvador Allende (1971)